# Neusticurus medemi
Neusticurus medemi är en ödleart som beskrevs av  Dixon och LAMAR 1981. Neusticurus medemi ingår i släktet Neusticurus och familjen Gymnophthalmidae. Inga underarter finns listade i Catalogue of Life.